# جائزة جان بيير مونسيري الكبرى 2025
جائزة جان بيير مونسيري الكبرى 2025 (بالفرنسية: Grand Prix Jean-Pierre Monseré 2025)‏ هو سباق دراجات هوائية من فئة  1.1، وهو الموسم الرابع عشر من جائزة جان بيير مونسيري الكبرى، وأقيم في 9 مارس 2025.
فاز بالمركز الأول Alexys Brunel ‏، وحلَّ في المركز الثاني Stian Fredheim ‏، بينما جاء Michiel Coppens ‏ في المركز الثالث.

## الفرق
| فرق عالمية (7)- Alpecin-Deceuninck - Arkéa-B&B Hotels - Bahrain-Victorious - Cofidis - Intermarché-Wanty - Team Picnic-PostNL - XDS Astana Team فرق برو (13)- Lotto - كاجا رورال-سيغوروس 2025 ‏ - Equipo Kern Pharma ‏ - أوسكالتيل أوسكادي 2025 ‏ - Israel-Premier Tech - فريق الدراجات Q36.5 ‏ - سبورت فلاندرين بالويس ‏ - Team TotalEnergies - سويس ريسينغ أكادمي ‏ - Unibet Tietema Rockets ‏ - أونو-إكس موبيليتي ‏ - VF Group-Bardiani CSF-Faizanè - بنجوال باوليز ساوكس دبليو بي ‏ فرق قارية (5)- Atom 6 Bikes-Decca Continental Team‏ - بيت سايكلنج ‏ - ميتك-تي كي إتش مانتيل ‏ - سوبرانو هام ايزوريكس ‏ - فولكر ويسيلز سيلينج تيم ‏ |  |
| |  |

## التصنيف العام النهائي
| التصنيف العام | التصنيف العام       | التصنيف العام                 | التصنيف العام | التصنيف العام |
| العداء        | العداء              | الفريق                        | الوقت         |               |
| ------------- | ------------------- | ----------------------------- | ------------- | ------------- |
| 1             | Alexys Brunel ‏      | ديركت إينرجي                  | 4 س 28 د 47 ث |               |
| 2             | Stian Fredheim ‏     | أونو-إكس موبيليتي ‏            | + 8 ث         |               |
| 3             | Michiel Coppens ‏    | بيت سايكلنج ‏                  | + 8 ث         |               |
| 4             | هوغو هوفستيتر       | إسرائيل - بريمير تيك          | + 8 ث         |               |
| 5             | Milan Fretin ‏       | كوفيديس                       | + 8 ث         |               |
| 6             | Victor Vercouillie ‏ | سبورت فلاندرين بالويس ‏        | + 8 ث         |               |
| 7             | Gleb Syritsa ‏       | XDS Astana Development Team ‏  | + 8 ث         |               |
| 8             | جياكومو نيزولو      | فريق الدراجات Q36.5 ‏          | + 8 ث         |               |
| 9             | جيربن تايسن ‏        | انترمارشي وانتي جوبيرت ماتيرو | + 8 ث         |               |
| 10            | Noah Vandenbranden ‏ | سبورت فلاندرين بالويس ‏        | + 8 ث         |               |
|               |                     |                               |               |               |
|               |                     |                               |               |               |